# 磷脂脂肪酸
磷脂脂肪酸 （Phospholipid Fatty Acids，PLFA）是微生物细胞膜的重要组成部分，其种类和组成比例可以鉴别污染土壤微生物群落结构多样性变化。
磷脂脂肪酸分析法被广泛的应用于微生物生态学研究中，用于对细菌或其他微生物进行化学标记。磷脂脂肪酸分析法主要用于土壤中微生物生态群落多样性的分析。